# Tyrannosaurus Sex
Tyrannosaurus Sex is een documentaire uit 2010 over het seksleven van dinosaurussen. De documentaire werd geproduceerd door Gabriel Gornell, en voor het eerst vertoond op Valentijnsdag 2010 op Discovery Channel. De beelden maken gebruik van digitale animatie om de dieren tot leven te brengen, de T. Rex zelf krijgt hierbij een verenkleed aangemeten.